# Euphorbia gladiata
Euphorbia gladiata là một loài thực vật có hoa trong họ Đại kích. Loài này được (P.R.O.Bally) Bruyns mô tả khoa học đầu tiên năm 2006.